# Novoli
Novoli ist eine südostitalienische Gemeinde (comune).

## Geografie
Novoli hat 7482 Einwohner (Stand 31. Dezember 2023). Es liegt in der Provinz Lecce in Apulien und etwa 10 Kilometer westnordwestlich der Stadt Lecce im mittleren Salento.

## Name
Der Name „Novoli“ geht auf die lateinische Ortsbezeichnung Novulum oder Novale zurück.

## Geschichte
In der Gemarkung wurden archäologische Funde aus der Steinzeit geborgen. Wie auch in vielen anderen Orten der Provinz Lecce findet sich auch hier ein Menhir (Menhir Pietragrossa), der der Bronzezeit zugerechnet wird.

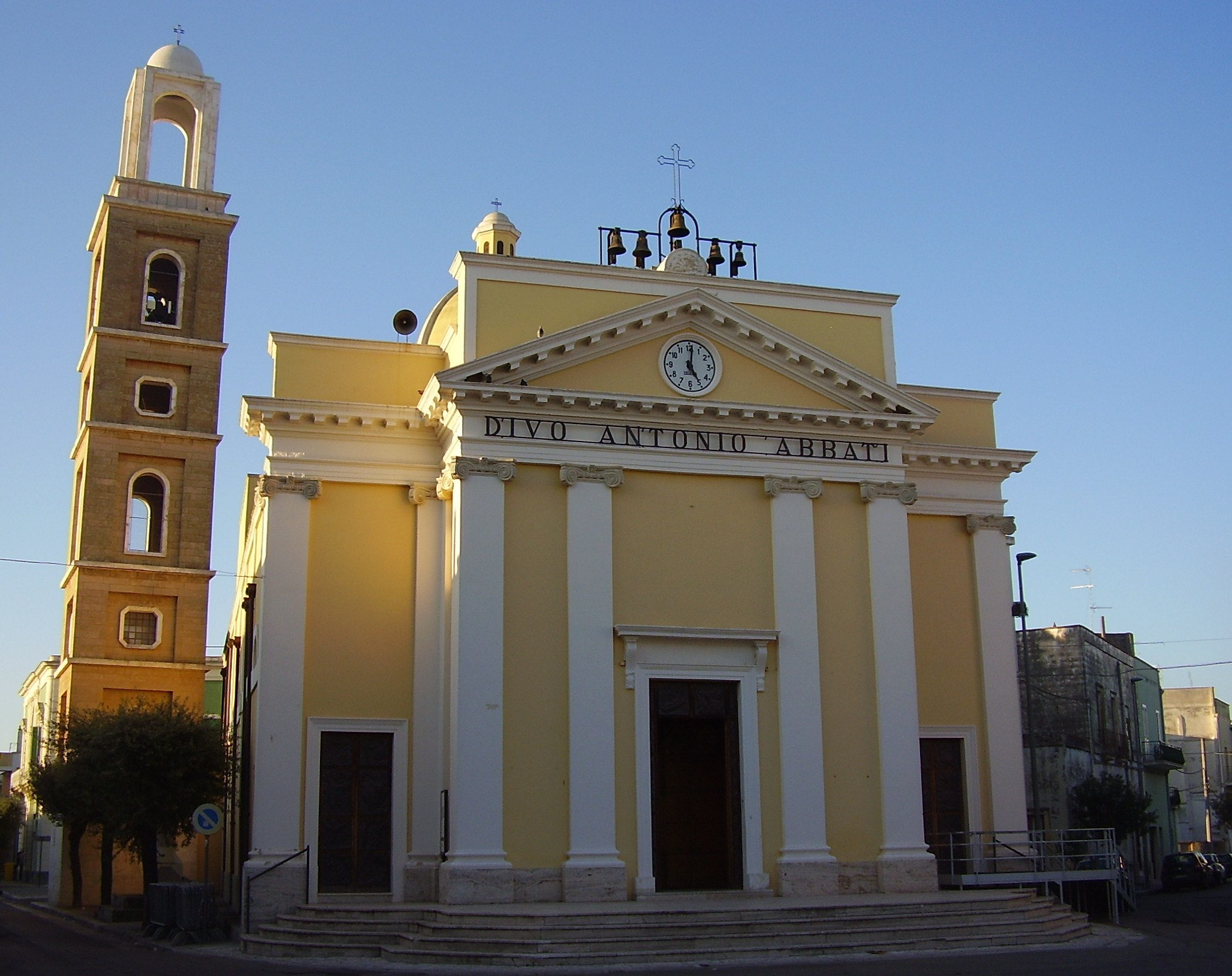
Sant’Antonio Abate

## Verkehr
Nördlich von Novoli verläuft die Staatsstraße 7 ter von Taranto kommend nach Lecce.
Der Bahnhof von Novoli trägt die Bezeichnung Nòvoli. Er liegt zum einen an der Bahnstrecke Martina Franca–Lecce und ist zum anderen Ausgangspunkt der Bahnstrecke Novoli–Gagliano Leuca. Die Züge von Lecce nach Gagliano Leuca, die ihren Weg über Novoli nehmen, die Züge der Linie 3 der Ferrovie del Sud Est (FSE), müssen hier ihre Fahrtrichtung wechseln.

## Persönlichkeiten
- Francesca Mele (* 1964), Malerin und Grafikerin